# Карликовый бегемот
Ка́рликовый бегемо́т, или либерийский карликовый бегемот, ка́рликовый гиппопота́м (лат. Hexaprotodon liberiensis или Choeropsis liberiensis) — травоядное млекопитающее из семейства бегемотовых. Обитает в Либерии, Сьерра-Леоне и Кот-д’Ивуаре. Единственным другим видом, входящим в это семейство, является обыкновенный бегемот (гиппопотам, Hippopotamus amphibius). Как и обыкновенный бегемот, карликовый бегемот ведёт полуводный образ жизни, однако в отличие от обыкновенных бегемотов, образующих компактные стада, охраняющие свои территории, карликовые бегемоты живут поодиночке и не склонны к защите своей территории.
Местные названия животного — мве-мве или нигбве.
Изучив соотношения изотопного состава кислорода-18 и кислорода-16 у 12 костей и восьми зубов кипрских карликовых бегемотов Phanourios minor из Айя-Напы, учëные пришли к выводу о том, что во времена позднего дриаса около 12 тыс. л. н. палеоклимат на Кипре существенно не отличался от современного.

## Таксономия
Эти животные были открыты немецким зоологом Гансом Шомбургом в 1911 году. Первоначально Сэмюэль Мортон включил карликового бегемота в род Hippopotamus, но затем создал для него отдельный род, Choeropsis (название вида — Choeropsis liberiensis). В 1977 Кориндон установил родство между карликовыми бегемотами и родом вымерших бегемотов Hexaprotodon, и вид стал называться Hexaprotodon liberiensis. В 2005 году Жан Рено Буассерье «вернул» карликового бегемота в отдельный род.
Ближайшие родственники карликового бегемота вымерли в историческую эпоху:
- Hexaprotodon madagascariensis — Мадагаскарский карликовый бегемот — один из трёх или четырёх вымерших видов мадагаскарских бегемотов. Последний из этих видов вымер около тысячи лет назад.
- Hexaprotodon liberiensis heslopi — Нигерийский карликовый бегемот — подвид карликового бегемота, обитавший изолированной популяцией в дельте Нигера. Истреблён в начале XX века.

## Внешний вид

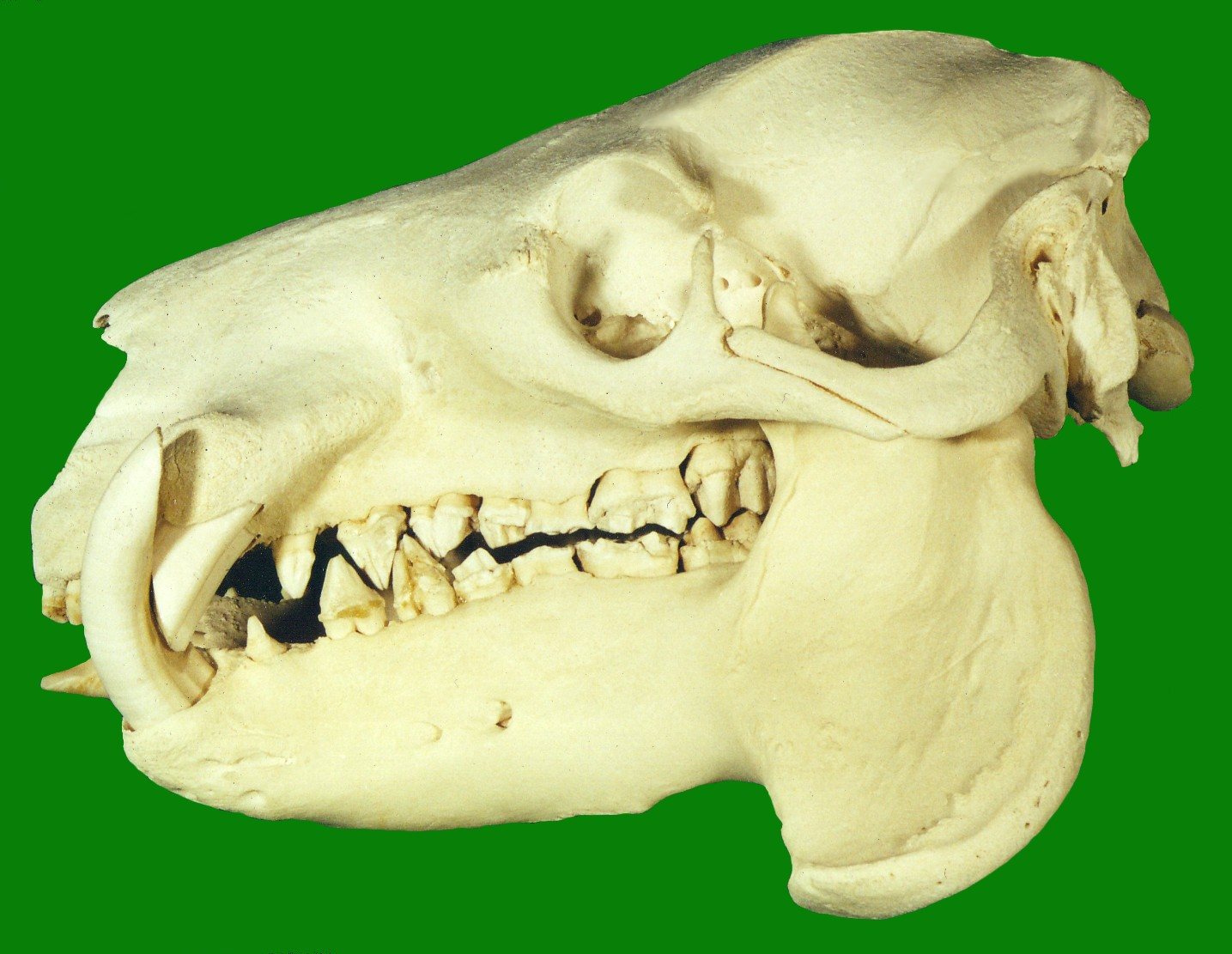
Череп карликового бегемота

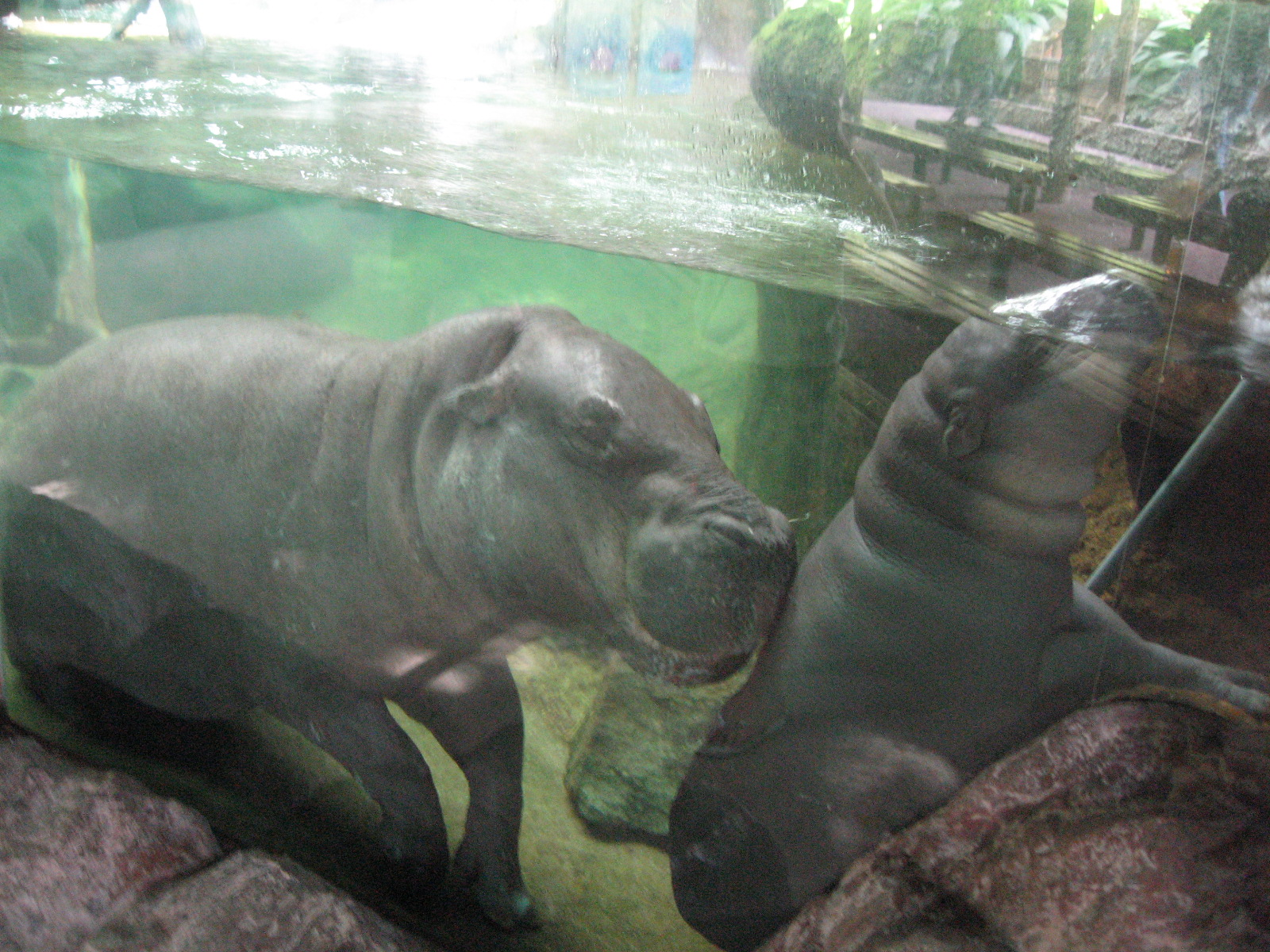
Самка с детёнышем

Строение тела карликовых бегемотов напоминает бегемотов обыкновенных, но общий облик менее тяжеловесный. Ноги и шея относительно длиннее, а голова — относительно меньше. В отличие от обыкновенного бегемота, для которого характерен строго горизонтальный позвоночник, у карликового линия спины наклонена вперёд. Глаза и ноздри выступают за пределы черепа не так явно, как у обыкновенного бегемота. Пальцы ног раздвинуты сильнее, а перепонки между ними менее выражены. Во рту у карликовых бегемотов не две пары резцов, а одна.
Взрослые животные достигают 75–83 см высоты  в плечах, 150–177 см в длину; весят 180–275 кг (на порядок меньше обыкновенных бегемотов, масса которых иногда превышает 3500 кг). Цвет кожи, такой же толстой, как у обыкновенного бегемота, — коричневый или зеленовато-чёрный, несколько светлее на животе. Пот у карликового бегемота — розового цвета, но не содержит кровяных частиц.

## Поведение

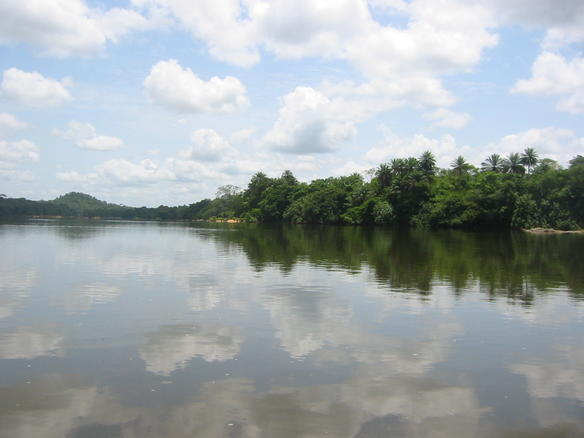
Типичный ландшафт обитания. Сьерра-Леоне

Карликовые бегемоты проводят больше времени на суше, чем обыкновенные, но также зависят от наличия водоёмов. Их кожа требует обязательных регулярных ванн. Днём бегемоты отлёживаются в воде или прибрежных зарослях, по ночам выходят в лес на кормёжку. В случае опасности они, даже находясь рядом с водоёмом, не бросаются в воду, а убегают в ближайшую лесную чащу. Полный набор естественных врагов карликовых бегемотов неизвестен, но основные обитающие по соседству хищники, способные атаковать взрослое животное такого размера, — леопарды и нильские крокодилы. Молодые животные уязвимы для более широкого круга хищников, в том числе золотых кошек, африканских цивет и иероглифовых питонов.
Образ жизни карликового бегемота напоминает образ жизни тапира: животные обитают поодиночке, редко — парами. Исследователи определили, что на одного самца приходится около 2 кв. км площади, на самку — в четыре раза меньше. При встрече карликовые бегемоты не проявляют друг к другу агрессии и не пытаются защищать свою территорию.
Размножение карликовых бегемотов на воле до сих пор не исследовано. В неволе животные достигают половой зрелости в возрасте трех-пяти лет. Цикл эструса у самок занимает в среднем 35,5 дня, сам эструс — от 1 до 2 суток. В зоопарках самцы и самки образуют устойчивые моногамные пары; зачатия и роды в неволе осуществлялись во все времена года. Период беременности 190–210 дней, рождается, как правило, один детёныш, редко — два. Детёныши рождаются не под водой, как у обыкновенных бегемотов, а на суше. Новорожденные весят 4,5–6,2 кг; лактация продолжается 6–8 месяцев. Во время вскармливания, когда самка выходит на берег за кормом, детёныши всегда остаются в воде.

## Статус популяции и охрана
Карликовые бегемоты хорошо размножаются в зоопарках, а у себя на родине находятся под угрозой: по оценкам IUCN 1993 года, естественная популяция карликовых бегемотов не превышала 3000 особей, а современная численность составляет не более тысячи. Главными причинами исчезновения карликового бегемота стала вырубка лесов и неконтролируемый убой. Гражданские войны в местах обитания вида сделали невозможными его исследования и защиту.